# Edith Brown
Edith Eileen Brown Haisman (Città del Capo, 27 ottobre 1896 – Southampton, 20 gennaio 1997) è stata una degli ultimi sopravvissuti del naufragio del Titanic, affondato il 15 aprile 1912.

## Biografia
Edith Eileen Brown nacque il 27 ottobre 1896 a Città del Capo, allora colonia inglese, da Thomas William Solomon Brown ed Elizabeth Catherine Ford. Il padre gestiva un albergo proprio a Città del Capo.

### A bordo delTitanic
Edith aveva 15 anni quando salì, con i genitori, sul Titanic, a Southampton, come passeggeri di seconda classe. Il padre di Edith era intenzionato a trasferirsi a Seattle, Washington, dove stava per aprire un hotel; sul Titanic aveva portato con sé vasellame, arredi e 1.000 rotoli di biancheria da letto, il tutto destinato per l'hotel previsto. Edith ha sempre ricordato molto bene il momento in cui il Titanic colpì un iceberg, alle 23:40 del 14 aprile 1912. In una serie di interviste, negli anni successivi, fece una propria biografia sui momenti trascorsi sul Titanic, pubblicata poi nel 1995, dove racconta i momenti finali della nave, anche se alcuni dettagli sono stati messi in discussione.
Il padre di Edith non sopravvisse al naufragio ed il suo corpo, se recuperato, non fu mai identificato. L'ultimo ricordo che Edith aveva del padre era quando lui vestiva un abito edwardiano da sera, fumando un sigaro e sorseggiando brandy sul ponte del Titanic, mentre Edith e la madre si trovavano nella lancia di salvataggio. A New York, Edith e la madre soggiornarono presso la Junior League House prima di partire per Seattle, Washington, andando a vivere con Josephine Acton, zia di Edith. Edith e la madre tornarono poi in Sudafrica, dove Edith aveva ancora dei parenti a Città del Capo; dopo che la madre si risposò, si trasferirono in Rhodesia.

### Matrimonio e figli
Nel maggio 1917 Edith conobbe Frederick Thankful Haisman ed i due si sposarono sei settimane dopo, il 30 giugno. Il loro primo figlio nacque nell'agosto del 1918; seguirono poi ben nove bambini. Edith ed il marito vissero in Sudafrica ed in Australia prima di stabilirsi a Southampton, in Inghilterra. Frederick morì nel 1977.

### Seguito
La popolarità di Edith, come una dei superstiti del Titanic, crebbe nel tempo. Nel 1993 prese parte ad una cerimonia a Southampton, dove ricevette un orologio d'oro, probabilmente appartenuto al padre, recuperato da una spedizione nel 1987.
Il 15 aprile 1995 Edith fu presente con la compagna superstite Eva Hart all'apertura di un giardino commemorativo presso il National Maritime Museum di Greenwich, Londra, dove venne innalzato un monumento in granito per commemorare l'83º anniversario del naufragio del Titanic.
Nell'agosto 1996, all'età di 99 anni, Edith fece una crociera proprio sulla posizione dove naufragò il Titanic, insieme ai superstiti Michel Marcel Navratil ed Eleanor Shuman, dove vennero intrapresi alcuni tentativi per far riaffiorare in superficie parte dello scafo. Prima di lasciare il sito, Edith gettò una rosa in pieno Oceano Atlantico, dove morì il padre 84 anni prima.

### Morte
Edith morì il 20 gennaio 1997, in una casa di riposo a Southampton, all'età di 100 anni. Nel suo letto venne trovata una fotografia di suo padre con un cappello di paglia, un collare rigido e un papillon.
Edith rimane una dei superstiti più longevi del Titanic. Mary Davies Wilburn detiene il record assoluto, essendo morta nel 1987 all'età di 104 anni.